# Walentina Pletniowa
Walentina Nikołajewna Pletniowa (ros. Валенти́на Никола́евна Плетнёва, ur. 26 października 1930 w obwodzie donieckim, zm. 7 listopada 2012 w Kostromie) – radziecka tkaczka i polityk, Bohater Pracy Socjalistycznej (1960).

## Życiorys
Ukończyła 7 klas szkoły średniej, w latach 1947–1948 uczyła się w szkole fabrycznej, 1948–1995 pracowała w kombinacie lnianym im. Lenina w Kostromie. Wyróżniała się ogromnym zaangażowaniem w pracy i przekraczaniem norm, za co otrzymała tytuł Bohatera Pracy Socjalistycznej. Od 1952 członek KPZR, była delegatką na 5 zjazdów partii, w latach 1986–1990 członek KC KPZR. Członek Prezydium Wszechzwiązkowej Centralnej Rady Związków Zawodowych. Deputowana do Rady Najwyższej RFSRR od 7 do 10 kadencji (1967–1985), członek komisji ds. młodzieży.

## Odznaczenia i nagrody
- Medal Sierp i Młot Bohatera Pracy Socjalistycznej (7 marca 1960)
- Order Lenina (czterokrotnie)
- Order Rewolucji Październikowej
- Nagroda Państwowa ZSRR (1975)

I medale.